# Nigel Miguel
Pour les articles homonymes, voir Miguel.
Nigel Patrick Miguel, né le 8 avril 1963 à Belize City, est un acteur et producteur de cinéma américano-bélizien, commissaire cinématographique du Belize depuis 2008. Il est aussi un ancien basketteur professionnel.
Originaire du Belize, il immigre aux États-Unis à l'âge de six ans et possède la double nationalité des deux pays.
Miguel joue d'abord au basket-ball au niveau universitaire avec les Bruins de l'UCLA. Il réalise ensuite une saison professionnelle dans la Continental Basketball Association (CBA). Puis il décroche des rôles d'acteur et de conseiller dans des publicités, des films et à la télévision. En 1994, Miguel est nommé par le Belize ambassadeur de bonne volonté aux États-Unis, et le gouvernement lui décerne la fonction de commissaire au cinéma en 2008.
Miguel possède également la société de production II Jam Casting & Production depuis 1995.

## Biographie

### Jeunesse
Nigel Miguel naît au Honduras britannique, aujourd'hui connu sous le nom de Belize, en 1963, et grandit à Belize City,. Sa famille quitte le Belize alors qu'il a six ans, pour s'installer à Los Angeles. Ils déménagent à Pacoima lorsqu'il a 13 ans et il effectue ses études en Californie du Sud,. Il joue au basket-ball au lycée Notre-Dame de Sherman Oaks, un quartier de Los Angeles. En 1981, en tant qu'attaquant senior, il mène son équipe à un record de 19-5 et à la Del Rey League. Miguel marque en moyenne 23,1 points et 10 rebonds et est sélectionné dans la première équipe 4A de la California Interscholastic Federation (CIF). Il est également sélectionné pour intégrer la McDonald's All-American Team.

### Carrière de joueur

#### Carrière universitaire
Miguel décide d'aller à l'université de Californie à Los Angeles (UCLA) plutôt qu'à celle de Californie du Sud (USC), sa grande rivale. Il est recruté dans l'équipe universitaire, les Bruins de l'UCLA, par l'entraîneur Larry Brown. Cependant, Brown part après la saison 1980-1981 et Miguel joue sous la direction de l'entraîneur Larry Farmer pendant ses trois premières saisons. Il devient le premier Bélizien à jouer en Division I. Ses performances s'avèrent décevantes : au cours de sa première saison, en 1983-1984, il n'inscrit en moyenne que 4 points par match avec un pourcentage de réussite de seulement 39,8 %.
Walt Hazzard devient entraîneur de l'UCLA lors de la dernière saison de Miguel dans l'équipe. Après avoir joué à la fois comme ailier et comme arrière sous Farmer, il est placé au poste de meneur par Hazzard. Lors de sa dernière saison, il fait évoluer son jeu en le rendant plus défensif, face aux meilleurs marqueurs des équipes adverses. Son nombre de points marqués s'améliore également, avec une moyenne de 12 points marqués par match et un taux de réussite au tir de 48,6 %,. Miguel est sélectionné pour le All-Pacific-10 et nommé joueur défensif Pacific-10 de l'année, tout en aidant les Bruins à remporter le National Invitation Tournament 1985. En 1985, il est diplômé de l'UCLA en sciences politiques.

#### Carrière professionnelle
Miguel joue ses premiers matches professionnels pour les Nets du New Jersey (désormais connus sous le nom de Nets de Brooklyn) en NBA, après avoir été sélectionné au troisième tour du draft 1985 de la NBA, en tant que 62e choix au total,. Il rejoint ensuite les Catbirds de La Crosse, une nouvelle équipe de la Continental Basketball Association. Il dispute les 48 matchs de la saison régulière avec un taux de réussite au tir de 48,2 % et une moyenne de 17,5 points par match, et est sélectionné dans l'équipe All-CBA en tant que meneur,. Il termine deuxième de l'équipe concernant le nombre de points, derrière l'ancien joueur de NBA Paul Thompson et est également finaliste pour le titre de recrue de l'année, derrière l'ancien joueur de NBA Michael Adams. Miguel s'améliore en séries éliminatoires, avec 50,6 % de réussite et réalise en moyenne 21,3 points, 4,3 rebonds, 3,9 passes décisives et 1,5 interception. La Crosse se qualifie pour la ronde de championnat contre les Thrillers de Tampa Bay, mais il rate les deux premiers matchs en raison d'une élongation aux ischio-jambiers et joue le reste de la série blessé. Les Catbirds s'inclinent finalement face aux Thrillers 4-1,.
Après avoir reçu des invitations au camp d'entraînement de plusieurs équipes de la NBA en 1986-1987, Miguel opte pour l'offre de contrat de deux ans avec les Nets plutôt que pour celle d'un an avec les Lakers de Los Angeles. Le timing semble idéal pour Miguel, car les Nets n'ont plus aucun de leurs défenseurs de la saison précédente. Cependant, Miguel se casse un os du talon gauche au cours de la dernière semaine du camp, et il est libéré par les Nets après avoir reçu une année de contrat garantie. Il revient dans l'équipe pour la saison 1987-1988, mais est moins performant en raison de sa blessure et doit à nouveau s'arrêter,. Finalement, Miguel perd l'envie de jouer et met fin à sa carrière dans le basket-ball,.

### Carrière dans le divertissement
Alors qu'il ne joue plus au basket-ball en raison de sa blessure au pied, Miguel trouve un agent dans le but de poursuivre une carrière d'acteur,. Grâce à ses compétences athlétiques et à ses talents de basketteur, il décroche des rôles d'acteur. Fin 1987, Miguel joue un petit rôle dans une publicité pour Reebok, et d'autres suivent, notamment des spots pour Converse, Nike et Pepsi. En 1991, il décroche le rôle de Dwight the Flight dans le film Les Blancs ne savent pas sauter. Il apparaît dans de nombreux autres films hollywoodiens et télévisés, ainsi que dans des séries télévisées. Miguel occupe pendant sept ans le rôle de doublure de Michael Jordan. De plus, il est conseiller technique en basket-ball sur des films tels que Space Jam, Rencontres à Elizabethtown et L'Étoile du Bronx, ainsi que conseiller pour les publicités Nike,.
Depuis 1995, Miguel est propriétaire de II Jam Casting & Production, une société de production qui propose les services d'athlètes et de musiciens à des publicitaires ou des producteurs. La société travaille avec des personnalités du basket-ball telles que Michael Jordan, LeBron James et Shaquille O'Neal, ainsi que le musicien Snoop Dogg ou le réalisateur Philip Atwell.

### Nomination comme ambassadeur
En 1994, le gouvernement du Belize nomme Miguel comme premier ambassadeur de bonne volonté aux États-Unis,. Il est chargé de promouvoir l'emploi des jeunes béliziens et d'encourager les entreprises américaines à établir des succursales au Belize. En 2008, le gouvernement élève Nigel Miguel au rang de commissaire au cinéma afin de promouvoir et de renforcer l'industrie cinématographique du pays au niveau local et à l'étranger,. Le poste était vacant depuis la mort d'Emory King.

## Filmographie

### Films
- 1988 : Colors[13]
- 1991 : Heaven Is a Playground[13]
- 1992 : Les Blancs ne savent pas sauter[13]
- 1993 : Un joueur à la hauteur[13]
- 1994 : Blue Chips[13]
- 1995 : Forget Paris[13]
- 1996 : Space Jam (conseiller technique)[13],[5]
- 1998 : American History X[13]
- 2005 : Rencontres à Elizabethtown (également conseiller technique)[5],[13]

### Télévision
- 1990 : 21 Jump Street[14]
- 1991 : Equal Justice
- 1993 : Cooper et nous[13]
- 1993 : Martin[13]
- 1997 : L'Étoile du Bronx (conseiller technique)[10],[13]